# Edmond Lulja
Edmond Lulja (ɛdmɔnd lulja; Fier, 1946. augusztus 2. –) albán pedagógus, matematikus, politikus, 1996–1997-ben Albánia oktatásügyi és sportminisztere.

## Életútja
A közép-albániai Fier városában született Lulja 1963 és 1967 között végezte el a Tiranai Egyetem matematika szakát. Ezt követően 1975-ig az egyetem fieri tagozatán oktatott matematikát, majd 1975-től 1990-ig szülővárosa Janaq Kilica Gimnáziumában oktatott. Aktívan közreműködött a Pedagógiai Kutatóintézet (Instituti i Studimeve Pedagogjike) által levezényelt, a matematikaoktatást megreformáló programban. 1990-től 1993-ig a Fieri Oktatási Igazgatóság igazgatójaként a tankerület vezetője volt. 1993-ban Tiranába, az oktatásügyi minisztérium állományába került, 1996-ig a középoktatási főosztály munkáját irányította.
1996-ban az Albán Demokrata Párt politikusaként egy évre az albán nemzetgyűlés képviselője lett. Aleksandër Meksi 1996. július 11-e és 1997. március 1-je között hivatalban lévő kormányában Lulja vezette az oktatásügyi és sportminisztériumot.
Ezt követően visszatért pedagógusi pályájára, 1997-től 2005-ig a Pedagógiai Kutatóintézet tudományos munkatársaként, 2005-től 2007-ig a középoktatási osztály vezetőjeként tevékenykedett. 2007 márciusában a Központi Tanulmányi Értékelőügynökség (Agjencia Qëndrore e Vlerësimit të Arritjeve të Nxënësve) első igazgatójává nevezték ki. Pályája során számos középiskolai matematika-tankönyvet írt.